# Prince Waly
Pour les articles homonymes, voir Waly.
Prince Waly, de son vrai nom Moussa Magassa, né le 24 décembre 1991 à Montreuil, est un rappeur français.
Il débute dans le rap avec Big Budha Cheez en binôme avec son ami d'enfance Fiasko Proximo, et fait également partie du collectif Exepoq Organisation. Il collabore avec de nombreux rappeurs francophones : Freeze Corleone, Alpha Wann, Jazzy Bazz, Makala, Luidji, Ali, Myth Syzer, Triplego, Ichon ou encore Loveni.
Son premier album, Moussa, est sorti le 30 septembre 2022.

## Biographie

### Débuts avec Big Budha Cheez
Né le 24 décembre 1991 à Montreuil, Prince Waly grandit dans le quartier de La Boissière, en face de l'hôpital André Grégoire avant de déménager dans le Bas-Montreuil. À 8 ans, il découvre grâce à son grand frère l'album Mauvais Œil du groupe Lunatic, qui le marquera à vie,. Il commence à rapper au collège avec son ami Fiasko Proximo, et ils forment ensemble leur premier groupe de rap. Au début nommé Recto Verso, ils changeront très vite de nom pour Big Budha Cheez : « cet ancien blaze correspondait à une période où on faisait que dalle, on rappait sur des instrus qui n'étaient pas les nôtres… Quand on a commencé à avoir un studio, on s'est vraiment mis dedans et on a décidé de changer de nom. Le « Big », c'est parce qu'on était gros… [...] « Budha », c'est parce que je suis adepte à la philosophie bouddhiste et de ses contrées et « Cheez », parce que on aime bien rigoler, tout simplement. ». Le pseudo Prince Waly lui vient du film Boyz n the hood de John Singleton, où le père du héros lui explique qu'il est un prince car lui est le roi de la maison, et du prénom de son père, Waly.
Après avoir passé l'été à travailler d'arrache-pied, Big Budha Cheez sort son premier EP en 2012, Ma Routine roule à M.City, sur le label Exepoq[source secondaire souhaitée]. M. City est un surnom donné par le groupe à la ville de Montreuil[source secondaire souhaitée]. En mars 2013, ils sortent le maxi de 3 titres M.City Citizen, accompagné d'un clip. Filmé au caméscope VHS Panasonic par manque de budget et après un premier échec au Super 8, il est réalisé par Clifto Cream du collectif Exepoq[source secondaire souhaitée]. En juillet de la même année, le duo sort Big Budha Cheez & DJ Med Fleed, EP de 12 titres en collaboration avec DJ Med Fleed sur lequel on retrouve notamment Jazzy Bazz et Cenza. Ces trois projets sortent en téléchargement libre sur internet.

### Lancement en solo
En novembre 2013, Prince Waly fait sa première apparition sans Fiasko, sur le morceau Clean Shoes extrait de l'EP ZEro de son ami Myth Syzer. C'est les retours positifs du public qui l'encourageront à se lancer dans une carrière solo : « Le vrai départ pour Prince Waly, c’était ce morceau-là. Sans "Clean Shoes", Prince Waly n’aurait pas existé aujourd’hui. ». Entre 2013 et 2016, il apparait notamment dans divers freestyles Grünt, ce qui l'amène à collaborer avec Alpha Wann et Hologram Lo' sur le morceau Rov or Benz. Il se rapproche au même moment du collectif Bon Gamin dont fait partie Syzer, et enregistre avec eux et Jeune LC un morceau sans titre qui sera clippé.
Le 22 avril 2016, Big Budha Cheez sort son premier album, L'heure des loups, entièrement produit par Fiasko. En parallèle, Waly est animateur de maternelle à Montreuil et travaille avec Myth Syzer sur son premier EP solo, Junior, qui sort le 2 novembre de la même année,.
En 2017, Prince Waly rappe avec Lomepal sur le morceau Forêt, à l'occasion de la mixtape Paris L.A. Bruxelles produite par célèbre producteur américain The Alchemist. Il collabore aussi avec quelques artistes de Montreuil, comme Issaba et TripleGo. Le 23 février 2018, Big Budha Cheez sort son deuxième projet, Épicerie coréenne, sur le label PIAS. On y retrouve une collaboration avec Oxmo Puccino,.
Après deux années de baisse de régime dans sa carrière solo, il revient le 18 janvier 2019 avec son deuxième EP, BO Y Z. Rempli de références aux films de gangsters américains, le projet reçoit un succès critique. On[style à revoir] y retrouve notamment Feu! Chatterton, Alpha Wann, Enchantée Julia ou encore Triplego.

### Maladie et suite de carrière
Deux mois après sa sortie, en mars 2019, Prince Waly apprend qu'il est atteint d'un cancer du thymus. Atteint aux cordes vocales, il perd l'usage de sa voix,.
En décembre 2021, Prince Waly a retrouvé la santé et peut enfin reprendre la musique. Motivé par le beatmaker JayJay, il commence à travailler sur son premier album. Le 30 mars 2022, Prince Waly fait son retour auprès du public avec le morceau Walygator, annonçant son premier album à venir. Le 25 mai, il dévoile Avertisseurs (Part II), deuxième extrait du projet. Le titre du morceau est une référence directe au morceau du même nom de Lunatic, le groupe qui lui a fait découvrir le rap français. Le 30 septembre 2022, Prince Waly sort son premier album solo, Moussa,, avec pour invités : Ali, Feu! Chatterton, Enchantée Julia, Freeze Corleone, Jazzy Bazz, Luidji et Makala[source secondaire souhaitée]. Le 27 septembre 2023, l'album est lauréat du Prix Joséphine des artistes.
Le 11 mars 2023, il se marie avec la chanteuse Enchantée Julia, avec laquelle il interprète la chanson Cra$h au Théâtre du Châtelet, à l'occasion de la première cérémonie des Flammes le 11 mai 2023. Le 15 décembre 2023, il sort l'EP BO Y Z Vol. 2, où on[style à revoir] retrouve Dinos et Enchantée Julia.

## Discographie

### Avec Big Budha Cheez
2012 : Ma Routine roule à M.City (Exepoq)
2012 : M.City Citizen (Exepoq)
2013 : Big Budha Cheez & DJ Med Fleed (Exepoq)
2016 : L'heure des loups (Exepoq)
2018 : Épicerie coréenne (Urban PIAS)

### EP solo
2016 : Junior (BO Y Z)
2019 : BO Y Z (BO Y Z / Sony Music France)
2023 : BO Y Z Vol. 2 (BO Y Z)

### Album solo
2022 : Moussa (BO Y Z / Sony Music France)

### Collaborations
2011 : L'uZine avec Prince Waly - DreamTeam
2013 : Myth Syzer avec Prince Waly - Clean Shoes
2014 : Hologram Lo' avec Prince Waly, Alpha Wann - Rov Or Benz
2014 : Spootnik avec Prince Waly - Comme on peut, Avec ou sans
2015 : Bon Gamin avec Prince Waly, Jeune LC - sans titre
2016 : Teddy the Beer avec Prince Waly - Emmanuelle V
2016 : Issaba avec Prince Waly - Dites aux rappeurs
2017 : The Alchemist avec Lomepal, Prince Waly - Forêt
2017 : TonyToxik avec Prince Waly, Davodka - New Jack Paris
2017 : Titai avec Prince Waly - Champion
2017 : TripleGo avec Prince Waly - Cali
2017 : Lou Fresco & La Base avec Prince Waly - Codes
2017 : Tengo John avec Prince Waly - Fayette Mafia Crew
2018 : Enchantée Julia avec Prince Waly - 45 Tours
2018 : Tengo John avec Prince Waly - Flex, Cityzen Spleen
2019 : Cenza avec Prince Waly - Prendre la ride
2019 : Almeria avec Prince Waly - Le crime paie, Pt. 2
2022 : Souffrance avec Prince Waly, Cenza - Matrice
2022 : Issaba avec Prince Waly - Un parmi les autres
2022 : Saboteur avec Prince Waly, Eff Gee, Esso Luxueux, MV, 3010 - AFFAIRE
2022 : Beeby avec Prince Waly - CHAOS
2022 : Buds avec Prince Waly - CICATRICES
2022 : A2H avec Prince Waly - Grands garçons
2022 : Walk in Paris avec Prince Waly, Enchantée Julia - Minute
2022 : 1863 avec Prince Waly, Tedax Max, Infinit' - 3 Mic
2023 : HoussBad avec Prince Waly - Baller
2023 : Swing - Un seul Ciel
2024 : Jewel Usain avec Prince Waly - Eleanor